# Portland Steel
I Portland Steel erano una squadra della Arena Football League con sede a Portland, Oregon. Disputavano le loro partite casalinghe al Moda Center di Portland a partire dalla stagione 2014.

## Storia
La squadra nacque con il nome di Portland Thunder il 2 ottobre 2013. Sono la seconda squadra dell'arena football con sede a Portland dopo i Portland Forest Dragons, attivi in città dal 1997 al 1999 prima di trasferirsi a Oklahoma City, Oklahoma. Un'altra franchigia di nome Portland Thunder giocò invece nella World Football League nel 1975. L'8 ottobre 2013, Matthew Sauk fu nominato primo capo-allenatore della storia della franchigia.
La franchigia perse le sue prime cinque partite prima di battere i Jacksonville Sharks 69-62 in trasferta nella settimana 7. Malgrado l'avere terminato la loro prima stagione con un record di 5-13, la National Conference fu così debole che i Thunder riuscirono a qualificarsi per i playoff. Nelle semifinali di conference si trovarono in vantaggio per 48-45 a meno di un minuto dal termine contro i bi-campioni in carica degli  Arizona Rattlers, ma alla fine furono sconfitti 52-48.
Nel 2015 la squadra terminò nuovamente con un record di 5-13, inizialmente fuori dai playoff. Tuttavia, a causa del fallimento della franchigia di Las Vegas dopo la stagione regolare, Portland prese il suo posto nella post-season, dove fu sconfitta dai San Jose SaberCats. Il 24 agosto 2015, il capo-allenatore Mike Hohensee e la squadra rescissero consensualmente il contratto.
Il 24 febbraio 2016, la squadra cambiò il nome in Steel, con cui disputò la sua ultima stagione prima di cessare le attività.